# رقم سبعة السحري: بجمع أو طرح اثنين
رقم سبعة السحريّ، بجمع أو طرح اثنين: محدوديّة قدراتنا لمعالجة المعلومات (بالإنجليزيّة: The Magical Number Seven, Plus or Minus Two: Some Limits on Our Capacity for Processing Information) هي واحدة من أكثر الأوراق العلميّة المستشهد بها في علم النفس المعرفي. نُشرت هذه الورقة في عام 1956 في «سيكولوجيكال ريفيو Psychological Review»، نشرها عالم السيكولوجيا الإدراكيّة جورج أرميتاج ميلر في جامعة برنستون في قسم السيكولوجيا. تُفسر تلك الورقة أنها تجادل بشأن أقصى رقم يمكن لذاكرتنا الفاعلة أن تحتفظ به، وهو سبع أرقام، بجمع أو طرح اثنين، وهو ما يُشار إليه بقانون ميلر.

## مقالة ميلر
يناقش ميلر في هذه المقالة الارتباط التصادفيّ بين حدود الحُكم المُطلق أحاديّ البُعد وحدود الذاكرة قصيرة الأمد. في الحكم المطلق أحاديّ البعد، يُقدَّم للمشارك عدد من المحفزات والتي تختلف في بُعد واحد (10 نغمات مختلفة، تختلف في الحدة فقط) ويستجيب المشارك باستجابات متفق عليها. يكون الأداء ممتازًا حتى خمس أو ست محفزات، ولكنه يقل عندما يزداد عدد تلك المحفزات المختلفة. يمكن وصف المهمة بأنها واحدة من مهمات نقل المعلومات: الوارد يتكون من واحد إلى [ن] من المحفزات الممكنة، والصادر يتكون من واحد إلى [ن] من الاستجابات. يمكن الحصول على المعلومات الموجودة في الوارد عن طريق تحديد عدد القرارات الثنائيّة اللازمة للوصول إلى المحفز المختار، والأمر سيان بالنسبة للاستجابات. وبالتالي فإن الأداء الأقصى للناس على حكم مطلق أحاديّ البُعد يتصف بأنه قدرة قناة معلومات بنحو 2 إلى 3 بت من المعلومات، وهو ما يقابل القدرة على التمييز بين 4 إلى 8 بدائل.
العائق الثاني الذي يناقشه ميلر هو امتداد الذاكرة memory span. يشير امتداد الذاكرة إلى أطول قائمة من البنود (مثل الأرقام والحروف والكلمات) يمكن للشخص أن يكررها بالترتيب الصحيح في 50% من المحاولات للتو بعد عرضها. يلاحظ ميلر أن ذاكرة البالغين الصغار تسع تقريبًا نحو 7 بنود. كما يلاحظ أن امتداد الذاكرة عينه للمحفزات التي تحتوي على كميات مختلفة شاسعة من المعلومات. على سبيل المثال، يوجد لكل عدد ثنائيّ 1 بت، ولكل رقم عشريّ 3.32 بت، ولكل كلمة 10 بت. يستنتج ميلر أن الذاكرة ليست محدودة بكمية البت، ولكنها محدودة بمحدوديّة الخزونة chunk. والخزونة هي أكبر وحدة لها معنى في المادة المقدمة التي يتعرف عليها الشخص، لهذا فإن ما يمكن أن نطلق عليه خزونة يعتمد على معرفة الشخص المُختبَر. فإن الكلمة هي خزونة واحدة لمتحدث اللغة، ولكنها خزونات متعددة لشخص لا علاقة له بتلك اللغة، حيث يراها كمجموعة من المقاطع الصوتيّة المجمعة لا على أنها كلمة ذات معنى.
يعتبر ميلر التوافق بين حدود الحكم المطلق أحاديّ البعد والذاكرة قصيرة الأمد مجرد صدفة. لأن الحد الأول، وليس الثاني، هو الذي يمكن وصفه بالمصطلحات النظريّة المعلوماتيّة (مثل عدد البت). لذلك فإنه لا يوجد شيء سحريّ بالنسبة لرقم سبعة، واستخدام ميلر لهذا التعبير كان على سبيل البلاغة لا أكثر. إلا أن فكرة رقم سبعة السحريّ قد ألهمت المزيد من التنظير عن محدوديّة القدرات الإدراكيّة للبشر. فإن رقم سبعة يشكل كشفًا مفيدًا، يذكِّرنا أن القوائم الأكبر من هذا الرقم ستكون بالصعوبة بمكان أن نتذكرها أو نعالجها آنيًا.

## رقم سبعة السحريّ وقدرة الذاكرة العاملة
كشفت الأبحاث الأخيرة في مجالات الذاكرة قصيرة الأمد والذاكرة العاملة أن امتداد الذاكرة ليس ثابتًا حتى لو كان قياسه بعدد الخزونات. يعتمد عدد الخزونات التي يمكن لشخص استرجاعها من الذاكرة بعد العرض على صنف الخزونة المستخدمة (الامتداد يسع نحو سبعة أرقام ونحو ست حروف وخمس كلمات). تستخدم الذاكرة قصيرة الأمد عملية التخزين كوسيلة لحفظ مجموعات المعلومات مع بعضها بغرض الوصول السهل إليها واسترجاعها. إنها تعمل بكفاءة مع المعلومات المألوفة، وبالتالي تكون عملية إدخال معلومات جديدة خلال عناوين معروفة سلفًا أكثر سهولة. يجب أن تقوم الخزونات بتخزين تلك المعلومات بطريقة يمكن تفكيكها إلى البيانات الضروريّة. تعتمد قدرة التخزين على المعلومات المخزَّنة، فمثلًا تكون امتداد الذاكرة أقصر للكلمات الطويلة عن الكلمات القصيرة.
يعتمد امتداد الذاكرة للمحتوى الشفهي في العموم (الأرقام والحروف والكلمات إلخ...) على الوقت اللازم للتحدث عن هذا المحتوى بصوت عالٍ. لذلك اقترح بعض الباحثين أن محدوديّة قدرة الذاكرة قصيرة الأمد للمحتوى الشفهي ليس «رقم سحريّ» ولكنه «هجاء سحريّ». استعمل بادلي Baddeley هذه النتيجة لصياغة أحد عناصر نموذجه عن الذاكرة الفاعلة، ما يسميه بالحلقة الفونولوجيّة/الصوتيّة phonological loop، والتي لها قدر على الاحتفاظ بنحو ثانيتين فقط من الصوت.
بالرغم من ذلك، لا يمكن اختزال محدوديّة قدرة الذاكرة قصيرة الأمد في الـ«الهجاء السحريّ» الثابت فقط، لأن امتداد الذاكرة يعتمد أيضًا على عوامل أخرى بجانب مدة التحدث. حيث يعتمد امتداد الذاكرة مثلًا على طبيعة المفردات المقدمة للشخص (أي إذا كانت تلك المفردات معروفة له). كما أن هناك العديد من العوامل الأخرى المؤثرة، وبالتالي لا يمكن اختزال قدرة الذاكرة قصيرة الأمد أو الذاكرة العاملة لعدد من الخزونات. إلا أن كوان Cowan اقترح أن الذاكرة العاملة لها قدرة تمتد إلى نحو أربع خزونات للبالغين الصغار (أقل من الأطفال والبالغين الكبار).
```
يرى تارنو Tarnow أن التجربة الكلاسيكيّة التي تجادل بشأن الـ4 بنود العازلة بواسطة ماردوك Murdock تقول أنه لا يوجد دليل لمثل تلك الأرقام السحريّة، أو على الأٌقل هو واحد في تجربة ماردوك.
[
9
]
 تجادل النظريات الأخرى عن قدرة الذاكرة قصيرة الأمد ضد قياس القدرة بعدد ثابت من العناصر.
[
10
]
```

## الحدود الإدراكيّة العدديّة الأخرى
لاحظ كوان أيضًا عددًا من الحدود الإدراكيّة الأخرى تشير إلى «رقم أربعة السحريّ»، وبخلاف ميلر، يجادل كوان أن توافقه ليس تصادفًا. إحدى العمليات المحدودة إلى نحو أربع عناصر هي العد الآني subitizing، وتعني عملية العد السريع لعدد صغير من الأشياء. فعندما تنتظم مجموعة من الأشياء بإيجاز، يمكن لعددها أن يُحدد بسرعة، إذا كان عددهم لا يتجاوز الحد الآني subitizing limit، وهو ما يساوي نحو أربع أشياء. لا بد للأعداد الأكبر من ذلك أن تُحسب وهو ما يستغرق وقتًا أطول ويحدث ببطء.
عرض فيلم Rain Man فكرة الشخص المصاب بالتوحد من متلازمة الموهوب، والذي لديه القدرة على العد السريع لعدد عيدان الأسنان من صندوق كامل مفرغ على الأرض، في ما يعني أنه يستطيع عد أكثر من أربعة آنيًا. لوحظت تلك السمة المشابهة في كتاب «الرجل الذي أخطأ امرأته بقبعة The Man Who Mistook His Wife for a Hat» من تأليف أخصائيّ السيكولوجيا وعلم النفس العصبي أوليفر ساكس Oliver Sacks. وبالتالي يمكننا أن نفترض أن هذا الحد اعتباطيّ مفروض علينا بسبب الإدراك فضلًا عن كونه حد فيزيائيّ ضروريّ.
وعلى الجانب الآخر، اقترح خبير التوحد دانيال تاميت Daniel Tammet أن الأطفال الذين راقبهم ساكس ربما عدّوا العيدان قبل ذلك في الصندوق.
```
يوجد دليل أيضًا أن أربع خزونات تقدير عالي، أجرى كل من غوبت Gobet وكلاركسون Clarkson تجربة ووجدوا أن نصف محاولات استرجاع الذاكرة أنتجت نحو خزونتين فقط. كما تظهر بعض الأبحاث أيضًا أن حجم الخزونات وليس عددها هو ما يسمح بإمكانيّة تخزينها في الذاكرة قصيرة الأمد ويحسِّن منها عند الأفراد.
[
13
]
[
14
]
```

## مقالات ذات صلة
- تقسيم (علم النفس)